# Grevenaubrücke
Die Grevenaubrücke ist Teil des Alsterwanderweges und überquert die Alster in Verbindung der Straßen der Grevenau und Kritenbarg in Hamburg-Poppenbüttel. Sie ist nach der Grevenau benannt, einem nahebei liegenden linksseitigen Nebenfluss der Alster.

## Geschichte

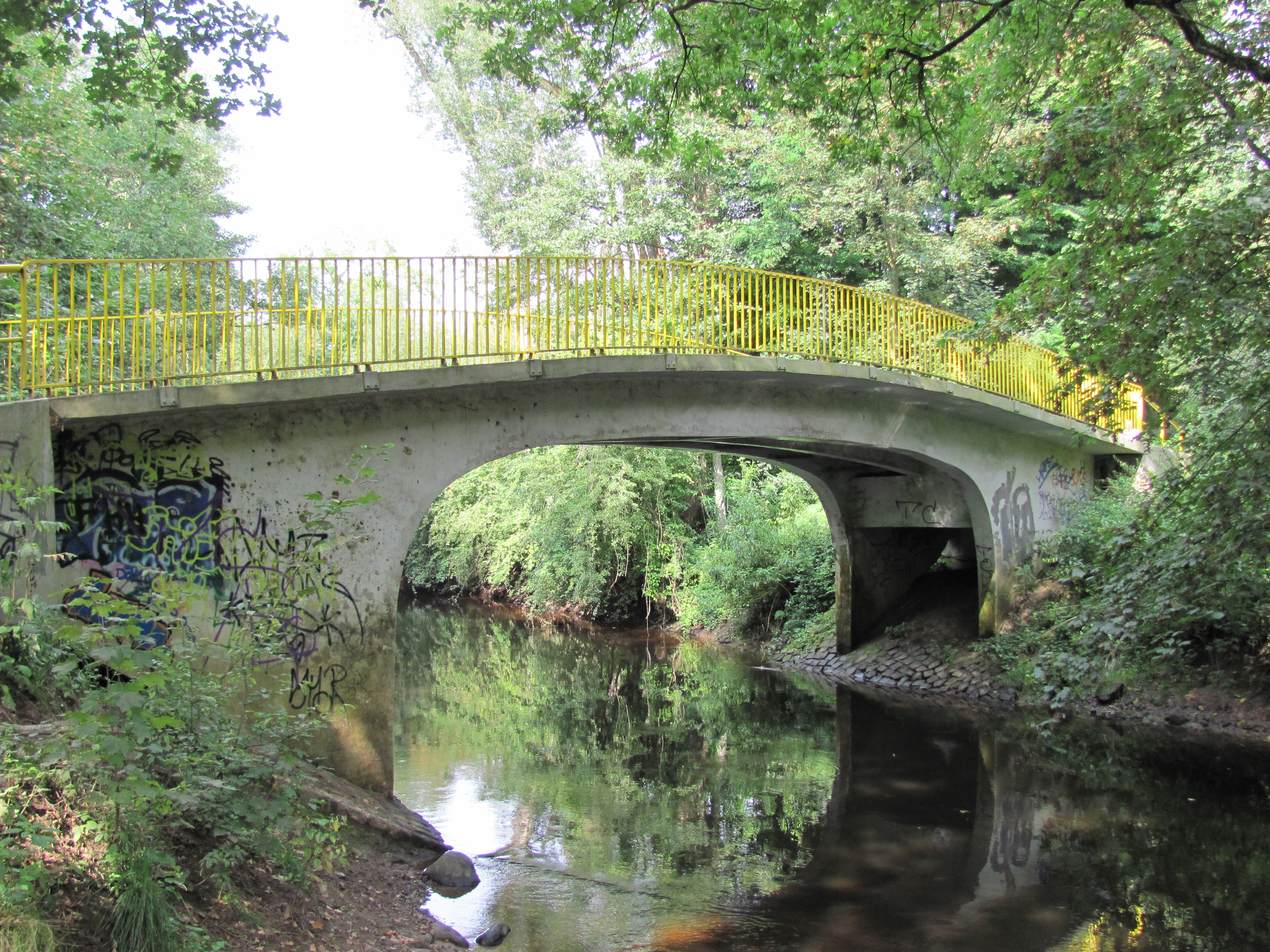
Grevenaubrücke 1933 – 2022

1910, als das Dorf Poppenbüttel noch zum Kreis Stormarn gehörte, existierte bereits am heutigen Ort der Grevenaubrücke eine der wenigen hölzernen Fußgängerbrücken über die Oberalster. Sie war relativ hochgebaut, damit Alsterkähne passieren konnten, und hatte Zugangstreppen zum Treideln der Kähne. Anwohner aus den benachbarten Dörfern und auch Ausflügler aus Hamburg nutzten diese Alster-Querverbindung, um auch das nahegelegene Gasthaus, den „Waldhof“, heute das Restaurant Randel, aufsuchen zu können.
Mit der Erschließung des Alstertals mit neuen Wohnvierteln durch die Alsterthal-Terrain-Actien-Gesellschaft um 1912 und dem Bau der Alstertalbahn von Ohlsdorf nach Poppenbüttel wurden 1914 zwei Betonbrücken über die Alster gebaut, die Grevenaubrücke in Poppenbüttel, an der Grenze zu Wellingsbüttel, und die Langwischbrücke in Wellingsbüttel, an der Grenze zu Hummelsbüttel. 1933 wurde die Grevenaubrücke durch einen Neubau ersetzt.
Sven Bardua: „Beide Brücken fallen heute mit ihrer relativ wuchtigen und hohen Rahmenkonstruktion auf; die vielen in den 1950erJahren aus Spannbeton erbauten Fußgängerbrücken über die Oberalster sind ungleich schlanker.“
Im Jahr 1993 wurde die Grevenaubrücke für 132.000 DM saniert. Aufgrund von erheblichen Bauwerksschäden wurde direkt neben der Brücke ab dem Jahr 2019 ein Neubau errichtet, der bis 2021 fertiggestellt wurde. Der Brückenneubau wurde in einer digitalen Projektbearbeitung auf der Basis digitaler Bauwerksmodelle erstellt und durchgeführt. Damit werden im gesamten Lebenszyklus der Brücke alle relevanten Informationen und Daten konsistent erfasst und genutzt, insbesondere für das Wartungs- und Erhaltungsmanagement der Brücke.
Die alte Brücke wurde 2022 komplett abgerissen – der Abriss kostete 130.000 €. Die Kosten für den Neubau wurden mit 400.000 € angegeben.
Unter der alten Brücke verliefen mehrere Stromleitungen des Hamburger Stromnetzes, davon eine 24-kV-Leitung. Unter der neuen Brücke wurde in der Alster ein Kabeldüker verlegt, in dem die Stromkabel durchgezogen wurden.
Die Rodungsarbeiten für den Neubau der Brücke, die parallel zur alten Brücke erfolgten, ein neuer Wegeanschluss zur Brücke und der Abbruch der Bestandsbrücke wurden nach mit Bezug auf das Landschaftsschutzgebiet mit einem ausgedehnten Auwald entlang der Alster, in dem sich die Brücke befindet, soweit möglich, naturschonend durchgeführt.

## Abschnitte des Brückenneubaues

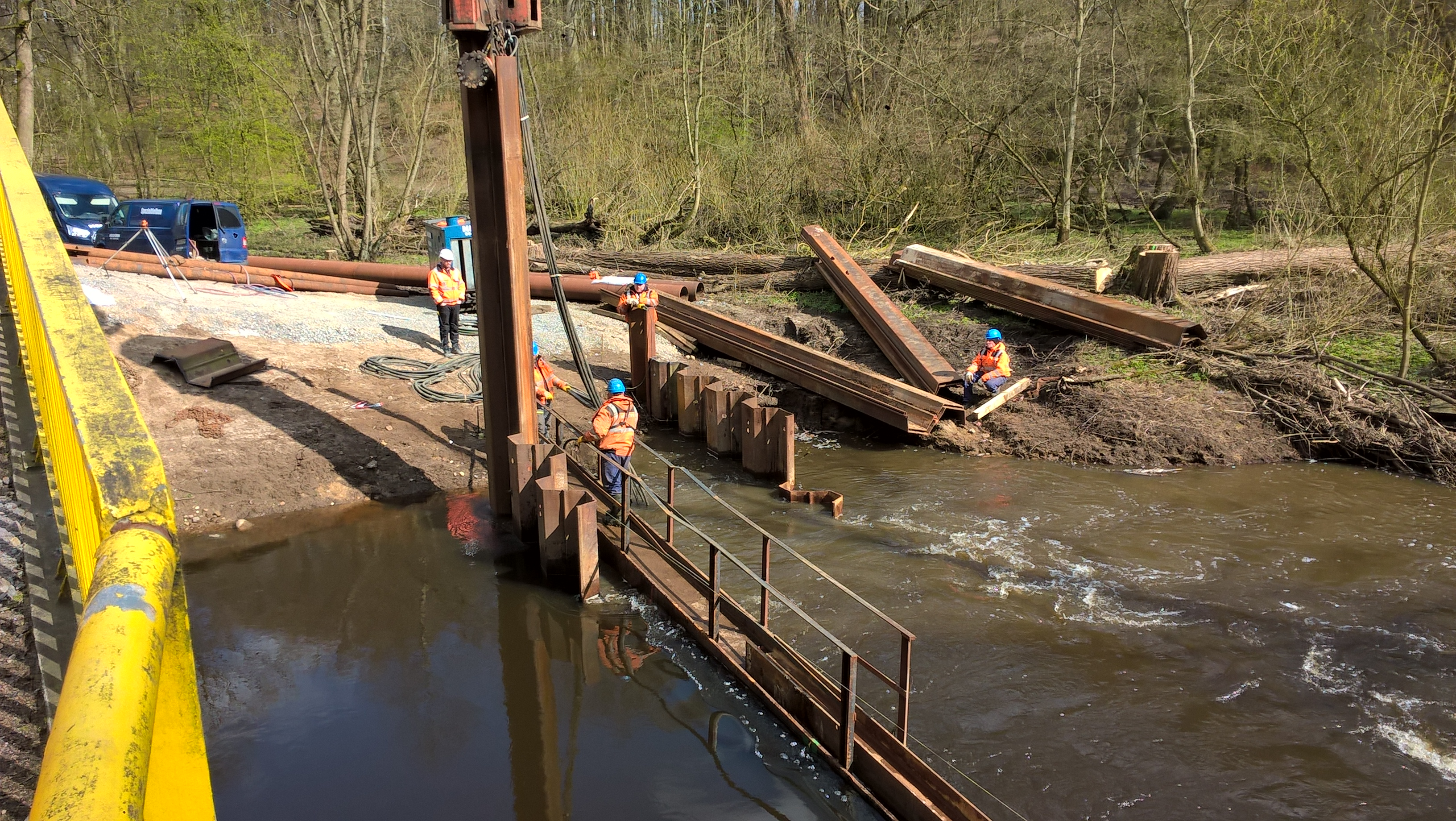
31. März 2020
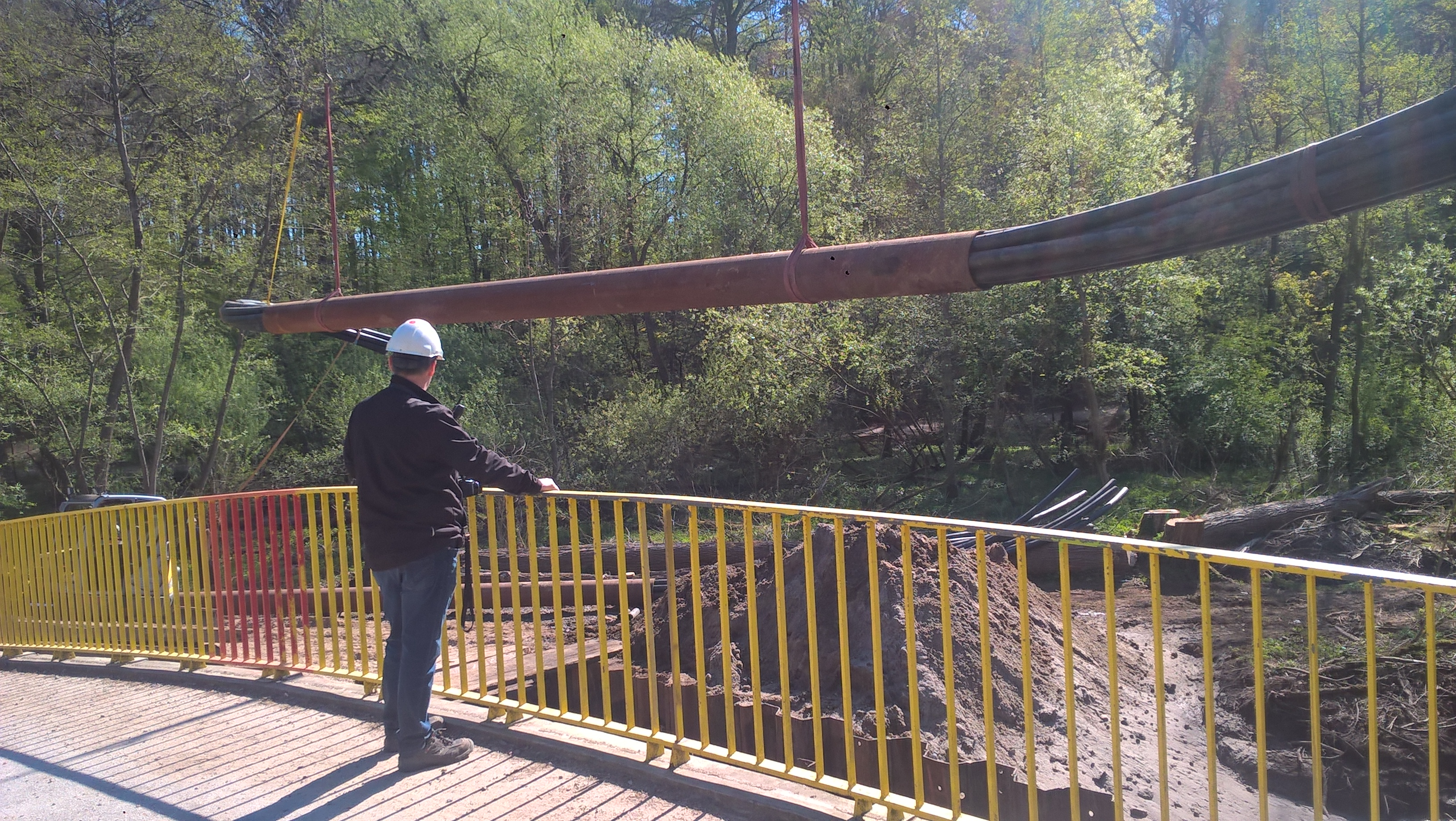
23. April 2020, Verlegung des Kabeldükers
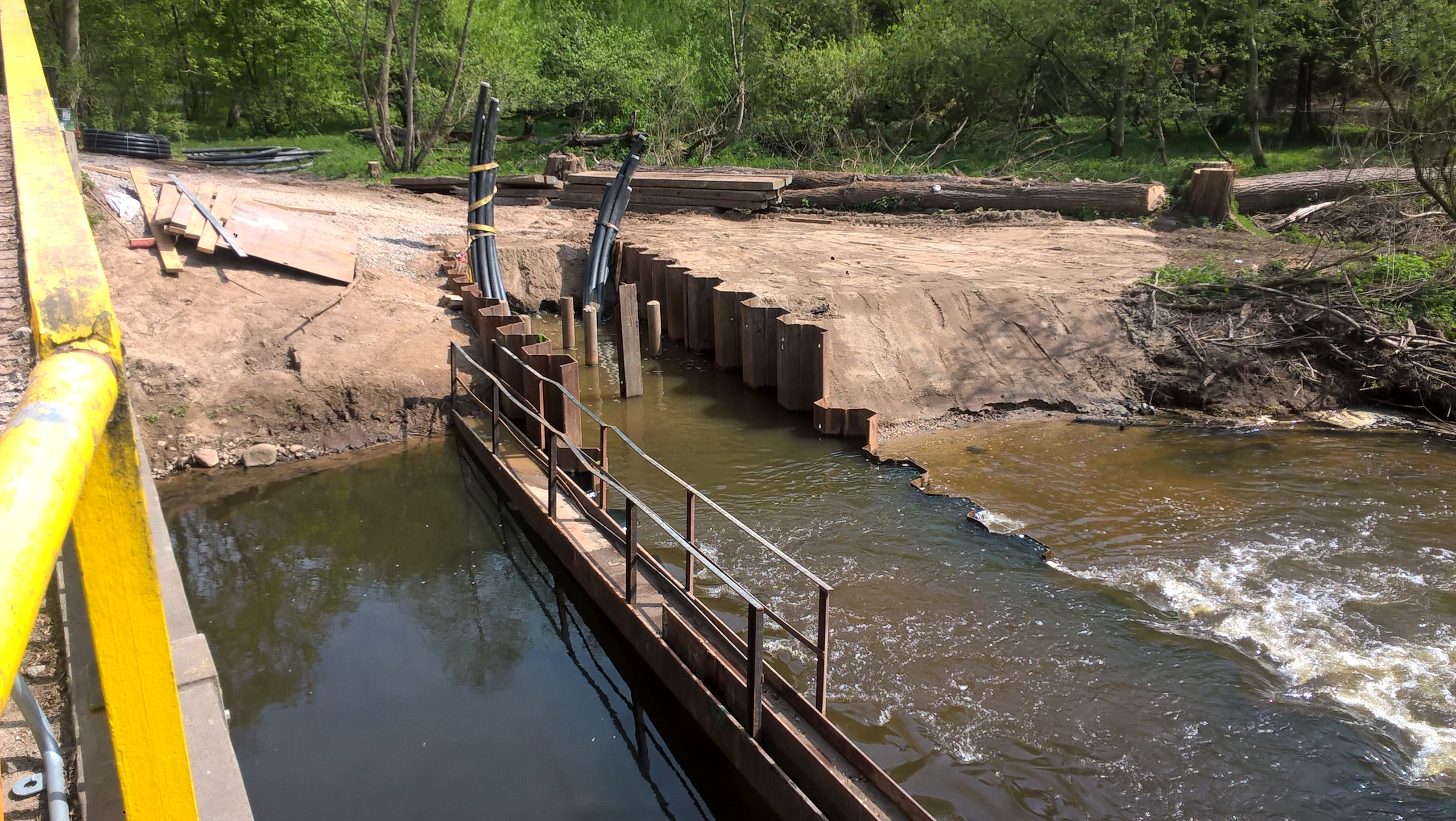
28. April 2020
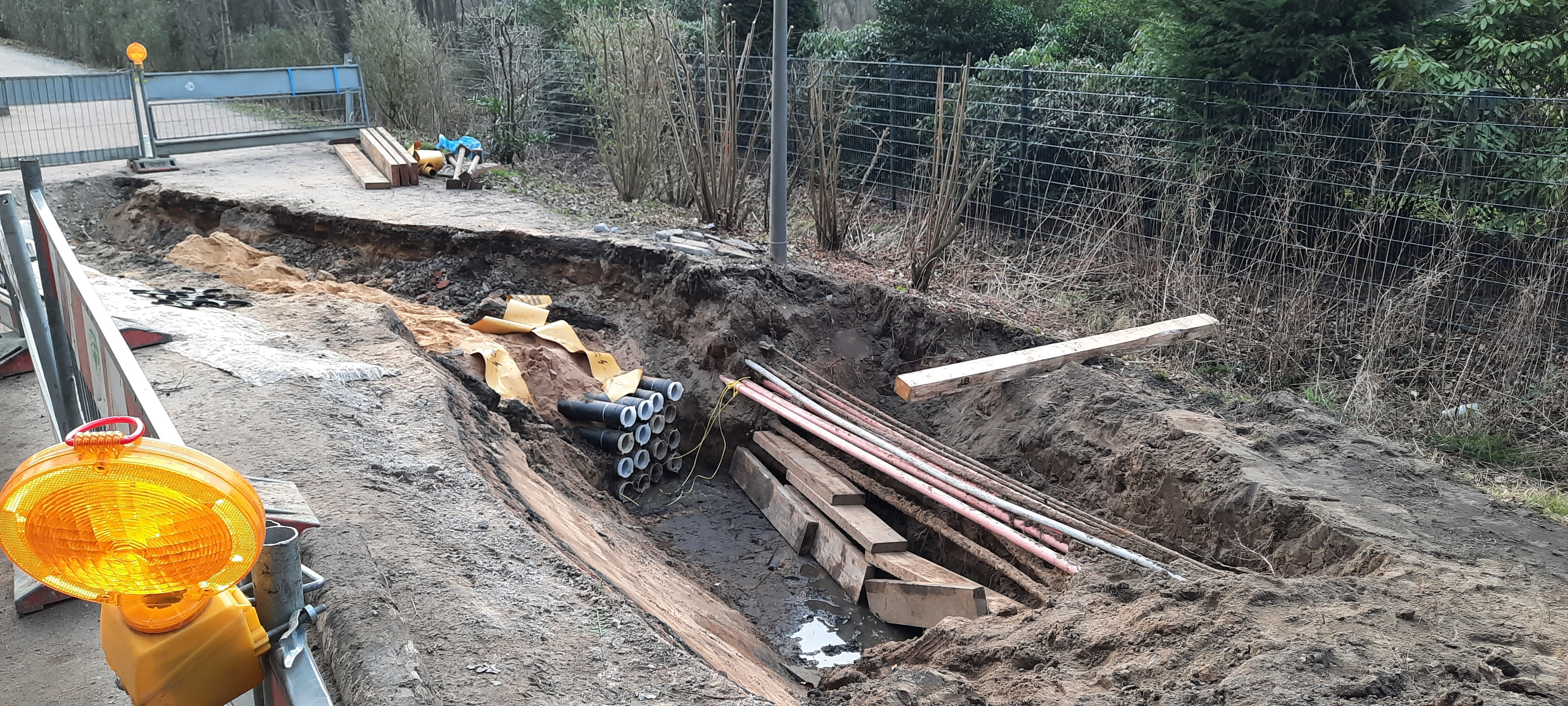
3. März 2021, Leerrohre und Starkstromkabel
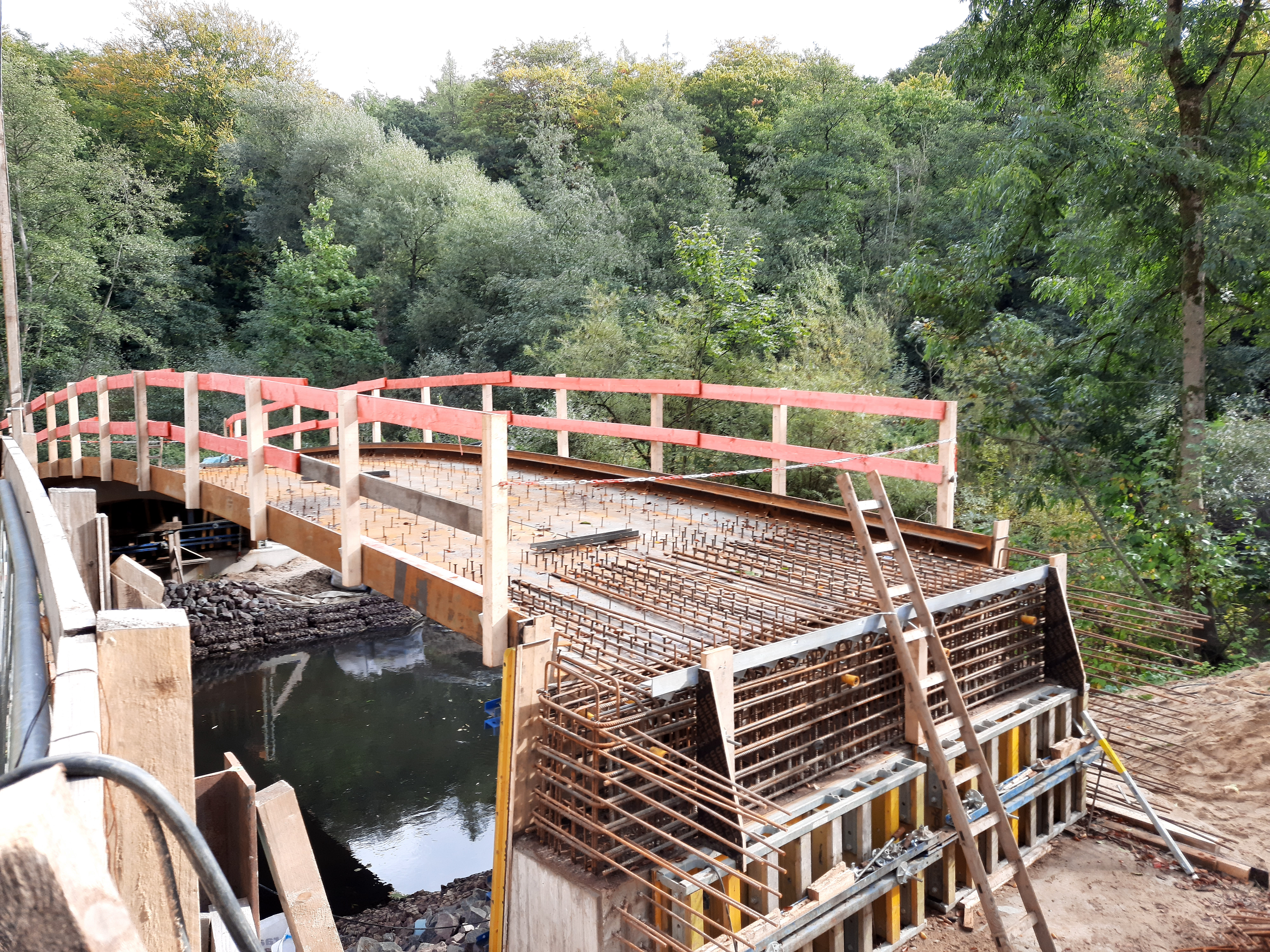
10. Oktober 2020
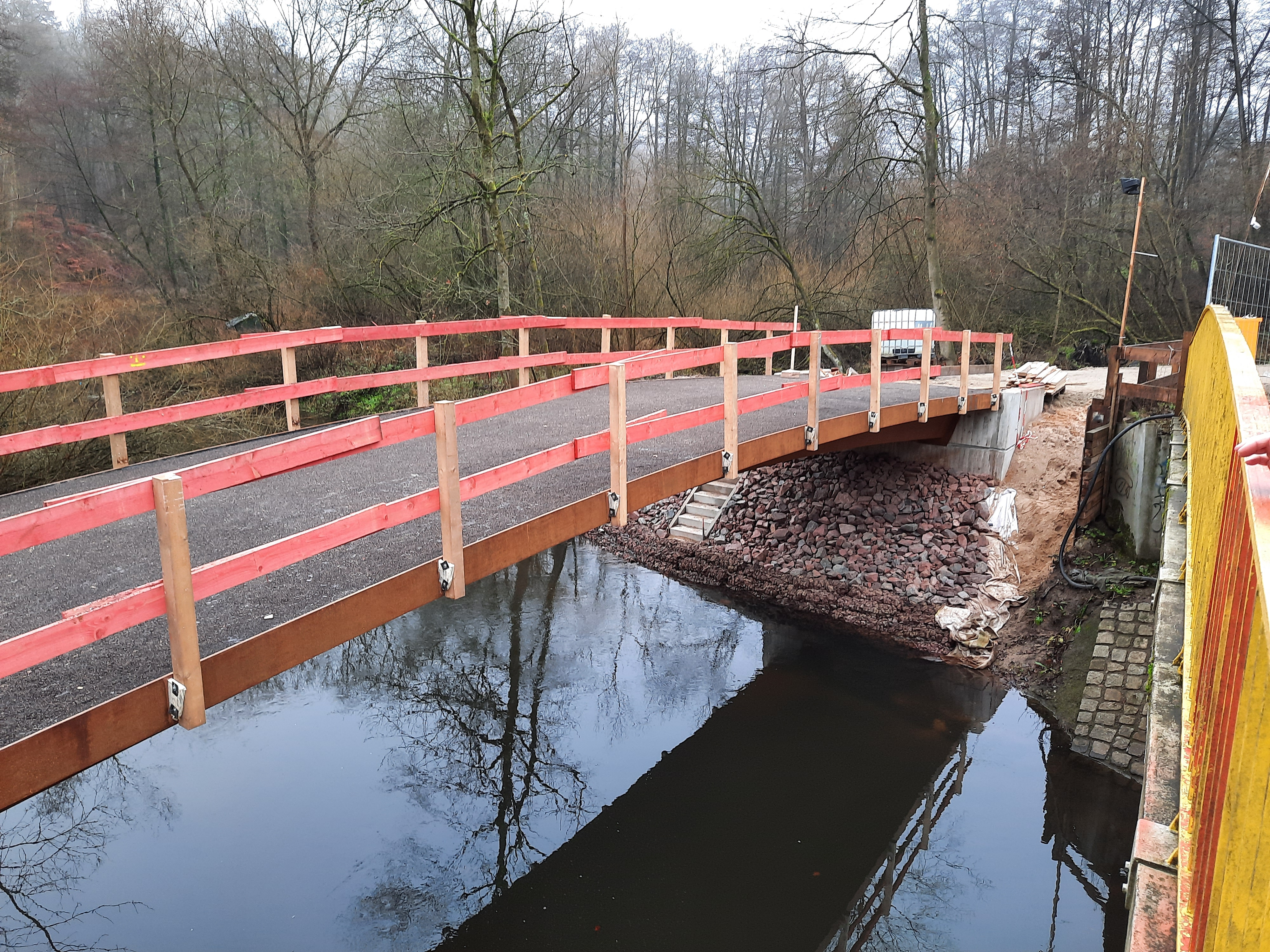
23. Dezember 2020
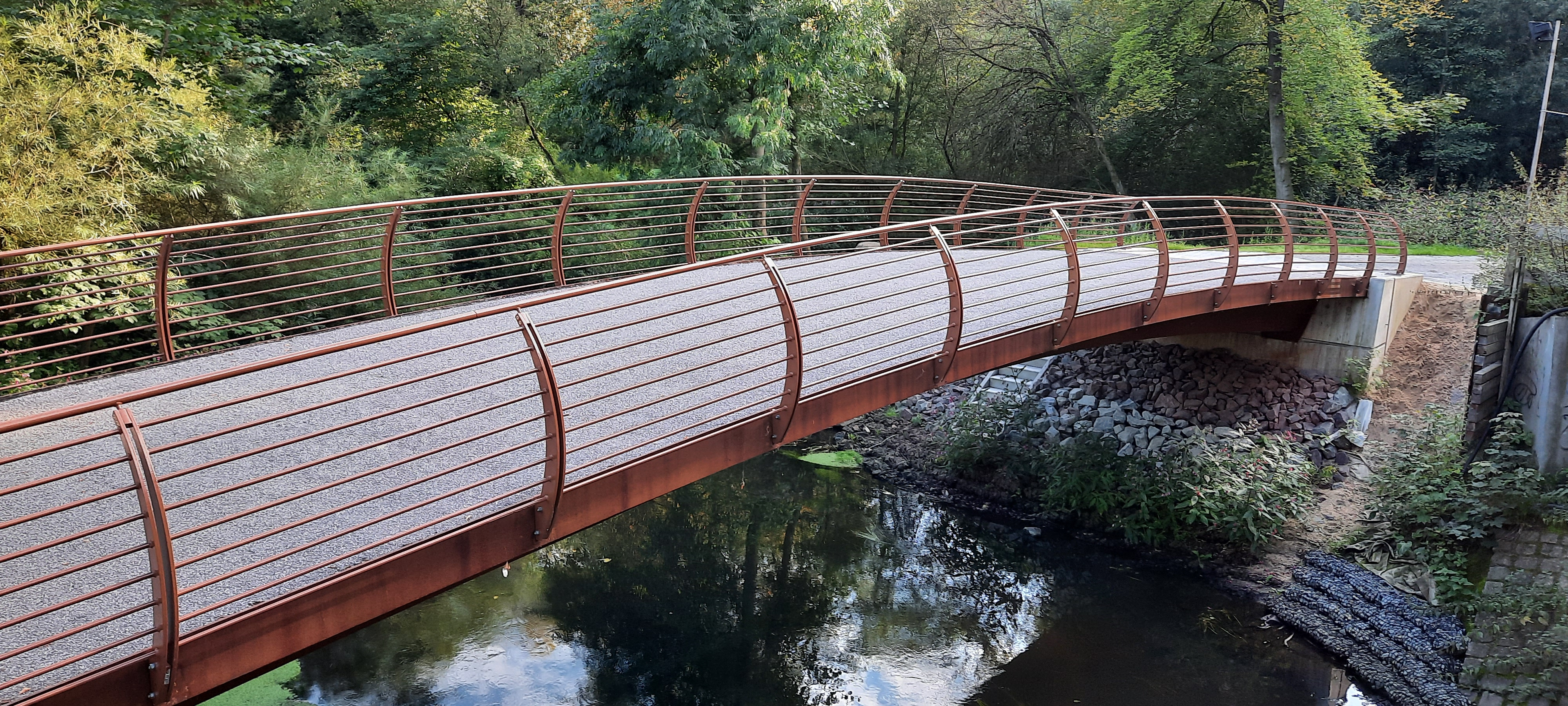
Neue Grevenaubrücke, 7. September 2021